# Tour Nagoya Lucent

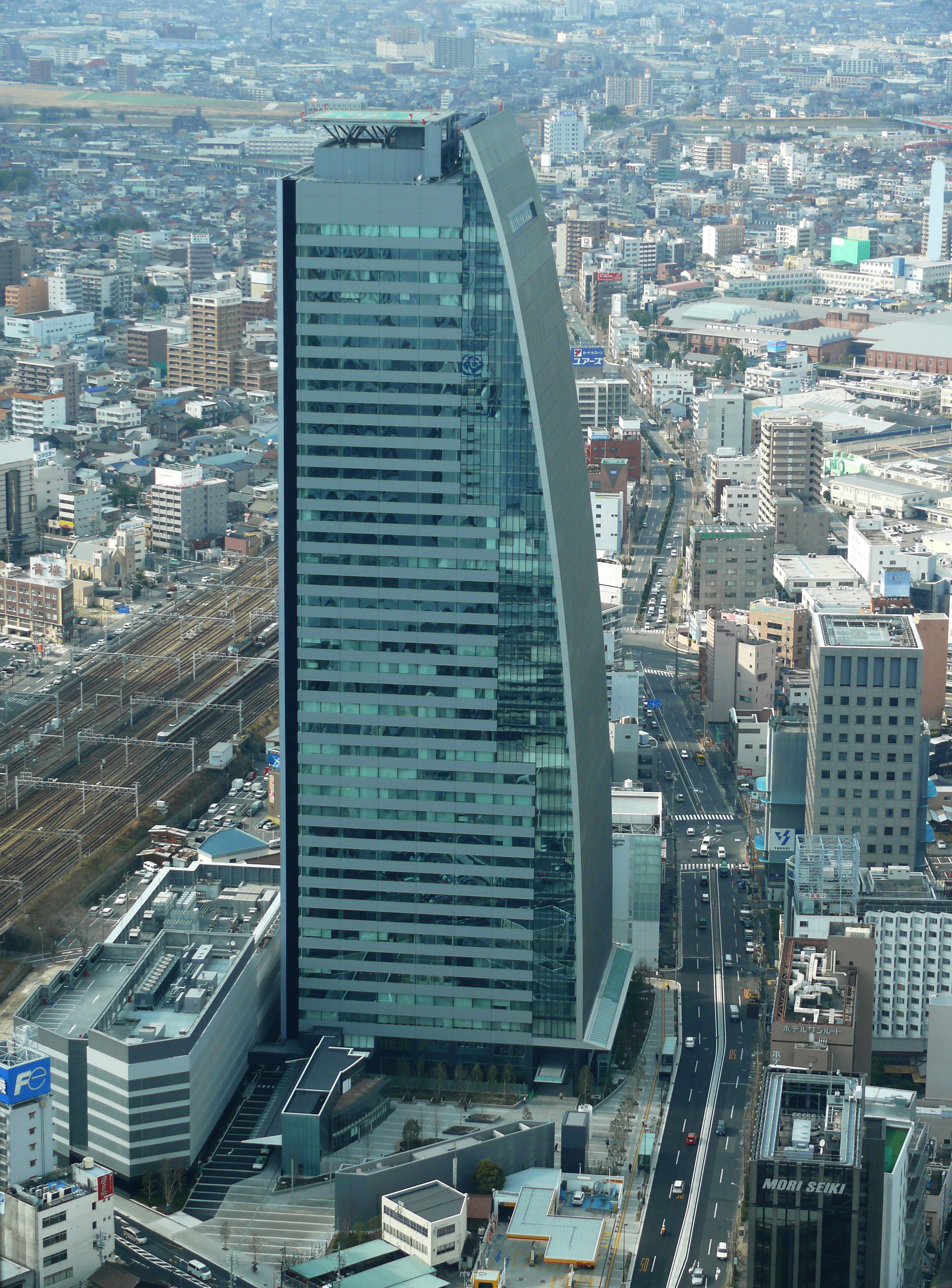
Tour Nagoya Lucent

La tour Nagoya Lucent est un gratte-ciel de 180 m de haut pour 40 étages, situé dans l'arrondissement Nishi-ku de Nagoya, préfecture d'Aichi au Japon. En 2010, c'était la 49e plus haute construction du Japon.

## Source
- (en) Cet article est partiellement ou en totalité issu de l’article de Wikipédia en anglais intitulé « Nagoya Lucent Tower » (voir la liste des auteurs).